# روزهای بهشتی (فیلم ۱۹۴۴)
روزهای بهشتی (انگلیسی: Heavenly Days) یک فیلم کمدی به کارگردانی هاوارد استابروک و با بازی جیم جردن و ماریان جردن است که در سال ۱۹۴۴ منتشر شد.